# Special Herbs, Vols. 9 & 0
Special Herbs, Vols. 9 & 0 (стилизовано как "Special Herbs, Vols. 9 + 0") - альбом в серии инструментальных релизов Special Herbs британо-американского репера MF Doom, выпущенный под псевдонимом Metal Fingers 12 июля 2005 года.Как и на остальных альбомах,треки названы в честь в честь трав или похожей флоры, за исключением трека Untitled (Meditation). Несмотря на то, что это инструментальный альбом, некоторые треки содержат сэмплы речи.

## Приём
Питер Масия из Pitchfork об альбоме писал:"Дэниел Дюмил, человек, стоящий за металлом, будь то Face или Fingers, является одним из тех артистов, чья суета настолько укоренилась, что его релизы, кажется, связаны не столько с умиротворением людей, сколько с его потребностью очистить ментальное пространство. Он плодовит до такой степени, что ему часто снимали очки за то, что он не позволял нам забывать о нем ни на минуту, однако его продукция редко, если вообще когда-либо, разочаровывает или скучна. Чтобы сохранить свежесть, он подкрадывается к духу времени, чтобы побродить по паутине Madlib или потрогать биты Dangermouse с бормотанием Гарфилда. Когда он не может найти соавтора, он читает рэп о своем ужине или меняет свой костюм. Все это для того, чтобы сказать, что обычно его тексты выставлены напоказ или пользуются спросом, его продакшн привлекает меньше внимания, потому что слова — это лабиринт. Чтобы напомнить всем, что он действительно грозный продюсер, Думилье время от времени тихо выпускает том Special Herbs . Каждый из них представляет собой сборник инструментальных композиций, несколько ранее выпущенных фонограмм из его или чужих альбомов, несколько неизданных бит-скетчей или отдельных композиций. Однако 9 + 0 ощущается более содержательным, чем предыдущие тома, отчасти из-за возросшего качества неизданного материала, но также и из-за заметного выбора старых мелодий."

## Трек лист
Все треки были написаны Metal Fingers.
| №                   | Название                | Длительность |
| ------------------- | ----------------------- | ------------ |
| 1.                  | «Vinca Rosea»           | 3:00         |
| 2.                  | «Burdock Root»          | 3:32         |
| 3.                  | «Vervain»               | 2:59         |
| 4.                  | «Bergamot»              | 3:33         |
| 5.                  | «Podina»                | 2:07         |
| 6.                  | «Untitled (Meditation)» | 3:56         |
| 7.                  | «Coltsfoot Leaf»        | 3:41         |
| 8.                  | «Orris Root Powder»     | 3:37         |
| 9.                  | «Passion Flower»        | 4:04         |
| 10.                 | «Yellow Dock»           | 4:22         |
| 11.                 | «Datura Stramonium»     | 3:02         |
| 12.                 | «Coca Leaf»             | 3:51         |
| 13.                 | «Peach Extract»         | 4:07         |
| Общая длительность: | Общая длительность:     | 45:51        |

## Другие появления
Vinca Rosea— инструментальная версия песни It's No Secret Хассана Чопа из промо-альбома The Sharpening
Burdock Root — инструментальная версия трека Rapsploitation Джона Робинсона из альбома Who is this Man?
Vervain — инструментальная версия Beef Rapp группы Mm..Food
Bergamot — инструментальная версия песни Darkness (HBU) из альбома NehruvianDOOM
Podina — инструментальная версия трека ? из альбома Operation: Doomsday . Альтернативная версия также была включена в Special Herbs, Vol. 2 под названием Charnsuka
Untitled (Meditation) - инструментальная версия The Fine Print  из альбома Take Me to Your Leader
Coltsfoot Leaf — инструментальная версия песни I Wonder с альбома Take Me to Your Leader
Orris Root Powder - инструментальная версия Monsters MF DOOM & Trunks из EP Unicron
Passion Flower была использована в песне Still Dope из альбома Born Like This
Datura Stramonium — инструментальная версия Poo-Putt Platter из MM..Food
Coca Leaf была использована в песнях Supervillain Intro и Thank Ya из Born Like This
Peach Extract — инструментальная версия песни Peach Fuzz группы KMD с альбома Mr. Hood .